# Lista episoadelor din Teoria Big Bang (sezonul 4)
Aceasta este o listă de episoade din Teoria Big Bang, sezonul 4:
| Nr.ep. total# | Nr.ep. sezon# | Titlu                                   | Regia           | Scenariu                                                                                                 | Premiera           | Cod produs | Audiție (mil.) |
| ------------- | ------------- | --------------------------------------- | --------------- | --- | ------------------ | ---------- | -------------- |
| 64            | 1             | The Robotic Manipulation                | Mark Cendrowski | Povestea: Chuck Lorre, Lee Aronsohn & Dave Goetsch Scenariu: Steven Molaro, Eric Kaplan & Steve Holland  | 23 septembrie 2010 | 3X6651     | 14.04          |
| 65            | 2             | The Cruciferous Vegetable Amplification |                 | | 30 septembrie 2010 |            |                |
| 66            | 3             | The Zazzy Substitution                  |                 | | 7 octombrie 2010   |            |                |
| 67            | 4             | The Hot Troll Deviation                 |                 | | 14 octombrie 2010  |            |                |
| 68            | 5             | The Desperation Emanation               |                 | | 21 octombrie 2010  |            |                |
| 69            | 6             | The Irish Pub Formulation               |                 | | 28 octombrie 2010  |            |                |
| 70            | 7             | The Apology Insufficiency               |                 | | 4 noiembrie 2010   |            |                |
| 71            | 8             | The 21-Second Excitation                |                 | | 11 noiembrie 2010  |            |                |
| 72            | 9             | The Boyfriend Complexity                |                 | | 18 noiembrie 2010  |            |                |
| 73            | 10            | The Alien Parasite Hypothesis           |                 | | 9 decembrie 2010   |            |                |
| 74            | 11            | The Justice League Recombination        |                 | | 16 decembrie 2010  |            |                |
| 75            | 12            | The Psychic Vortex                      |                 | | 6 ianuarie 2011    |            |                |
| 76            | 13            | The Love Car Displacement               |                 | | 20 ianuarie 2011   |            |                |
| 77            | 14            | The Thespian Catalyst                   |                 | | 3 februarie 2011   |            |                |
| 78            | 15            | The Benefactor Factor                   |                 | | 10 februarie 2011  |            |                |
| 79            | 16            | The Cohabitation Formulation            |                 | | 17 februarie 2011  |            |                |
| 80            | 17            | The Toast Derivation                    |                 | | 24 februarie 2011  |            |                |
| 81            | 18            | The Prestidigitation Approximation      |                 | | 10 martie 2011     |            |                |
| 82            | 19            | The Zarnecki Incursion                  |                 | | 31 martie 2011     |            |                |
| 83            | 20            | The Herb Garden Germination             |                 | | 7 aprilie 2011     |            |                |
| 84            | 21            | The Agreement Dissection                |                 | | 28 aprilie 2011    |            |                |
| 85            | 22            | The Wildebeest Implementation           |                 | | 5 mai 2011         |            |                |
| 86            | 23            | The Engagement Reaction                 | Howard Murray   | Povestea: Bill Prady, Eric Kaplan & Jim Reynolds Scenariu: Chuck Lorre, Steven Molaro & Steve Holland    | 12 mai 2011        | 3X6673     | N/A            |
| 87            | 24            | The Roommate Transmogrification         | Mark Cendrowski | Povestea: Chuck Lorre, Steven Molaro & Eddie Gorodetsky Scenariu: Bill Prady, Eric Kaplan & Jim Reynolds | 19 mai 2011        | 3X6674     | N/A            |